# Ascidia hyalina
Ascidia hyalina is een zakpijpensoort uit de familie van de Ascidiidae. De wetenschappelijke naam van de soort is voor het eerst geldig gepubliceerd in 1915 door Oka.